# Brenda Putnam

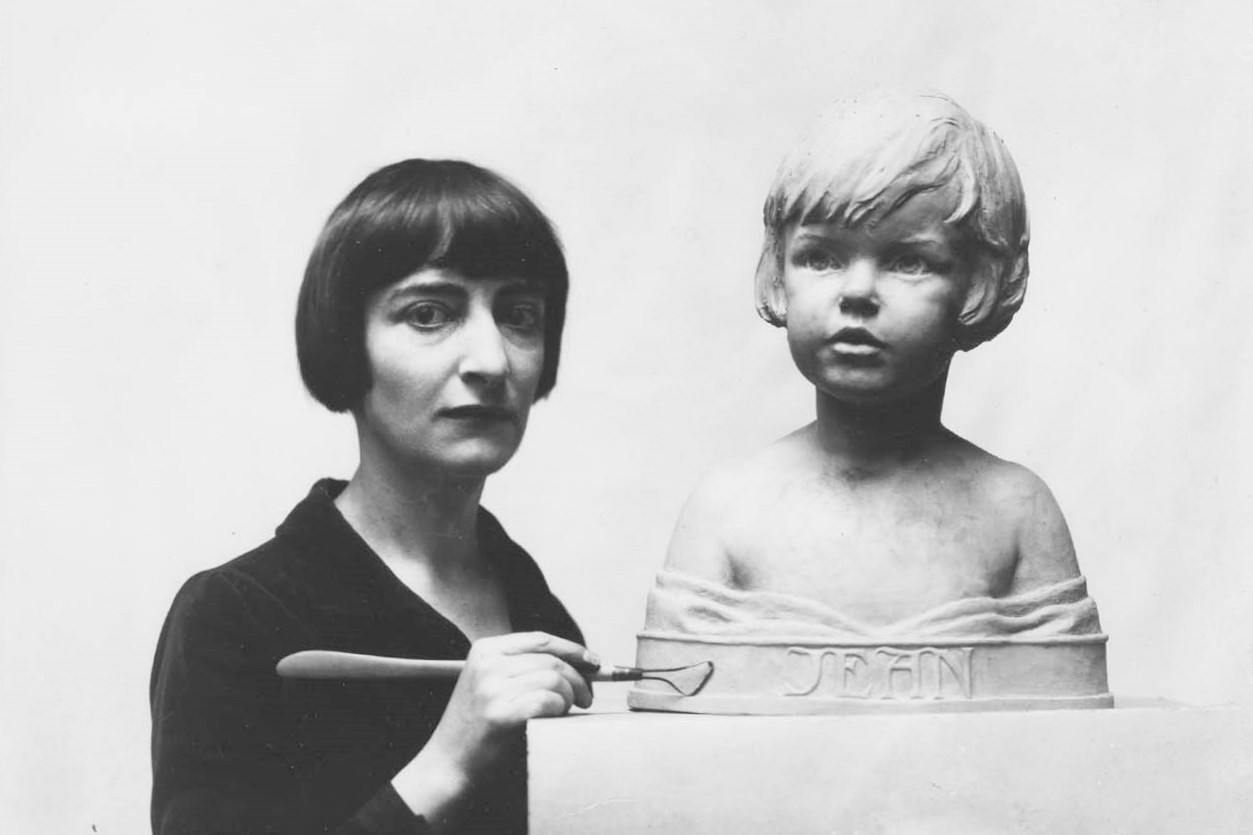
Brenda Putnam amb el seu Bust of Jean.

Brenda Putnam (3 de juny de 1890, Minneapolis, Minnesota – 18 d'octubre de 1975, Concord, Nou Hampshire) va ser una escultora estatunidenca.

## Biografia
Era filla del Bibliotecari del Congrés Herbert Putnam i de Charlotte Elizabeth Munroe. Ells i la seva germana gran eren netes de George Palmer Putnam. Assistí a la National Cathedral School de Washington, D.C.
Estudià a la School of the Museum of Fine Arts, Boston, 1905-07, sota l'escultora Mary Moore, William McGregor Paxton i Bela Pratt; i durant tres anys a l'Art Students League of New York sota l'escultor James Earle Fraser . També estudià a la Corcoran Museum Art School de Washington, D.C.

### Obres
Putnam va ser notable pels seus busts de nens i per figures de jardí.
"El cementiri de Rock Creek, Washington, és un lloc summament bell on es construeixen molts memorials sorprenents. En els últims anys ha passat a ser un altre lloc de peregrinació: el monument a la senyora Otto Torney Simon. El triomf del seu pas de" la vida a la vida "... es simbolitza en el Memorial Simón realitzat per Brenda Putnam. Fins fa poc, no havia sentit parlar d'aquesta figura alada interpretada per qui coneix la importància de l'estàtua. [T] el seu àngel amb les seves mans amunt i amunt La mirada simbolitza l'alliberament de les nostres facultats i les nostres habilitats, l'enriquiment de l'ànima alliberat pel don amable de la mort ".Rock Creek Cemetery, Washington, is a supremely beautiful spot wherein are erected many striking memorials. Within recent years there has grown to be another place of pilgrimage—the memorial to Mrs. Otto Torney Simon. The triumph of her passing from "life to life" ... is symbolized in the Simon Memorial wrought by Brenda Putnam. Until recently, I had never heard of this winged figure interpreted by one who knows the full significance of the statue. [T]his angel with wide flung hands and upward gaze symbolizes liberation of our faculties and our abilities, the enfranchisement of the soul released by the kindly gift of Death.

Va fer busts de músics incloent Pau Casals al Palau de la Música:
"Quan toca, sempre tanca els ulls, inclina el cap una mica cap al costat i, aparentment, es perd en la màgia de la seva música. És aquesta actitud característica, amb els ulls tancats, que Brenda Putnam ha capturat perfectament. Aquest bust del retrat, que es pot dir sincerament, és magníficament fet, es troba al Museu de la Societat Hispana de Nova York i una rèplica a Espanya" When playing, he always closes his eyes, tilts his head a little to the side, and seemingly loses himself in the magic of his music. It is this characteristic pose, with eyes closed, that Brenda Putnam has captured perfectly. This portrait bust, which one can sincerely say is magnificently done, is in the Museum of the Hispanic Society, New York, and a replica is in Spain.
Artur Bodanzky, Ossip Gabrilowitsch, Harold Bauer, Wanda Landowska.